# Текелійська збагачувальна фабрика
Текелійська збагачувальна фабрика — колишнє підприємство гірничорудної промисловості на південному сході Казахстану.
Фабрика, яку спорудили в 1942—1952 роках, була одним з головних виробничих активів Текелійського свинцево-цинкового комбінату, що працював передусім із продукцією Текелійського рудника. Результатом збагачення руди були свинцевий, цинковий та баритовий концентрати (можливо відзначити, що зазначений Текелійський комбінат також розробляв Туюкське барит-поліметалічне родовище), при цьому перші два спрямовувались на Чимкентський свинцевий завод та Усть-Каменогорський свинцево-цинковий комбінат.
Є відомості, що в якийсь момент фабрику також залучили до переробки руди з віддаленого Жайремського рудника (введений у розробку в середині 1970-х), а потім і рудника Ушкатин III. Втім, це співробітництво не могло тривати довше ніж перша половина 1990-х, коли видобуток поліметалічної руди в Жайремі та на Ушкатині ІІІ зупинили через нерентабельність. Становище Текелійського комбінату, який випрацював найбільш багаті руди, також було складним. У 1996-му він зупинився, наступного року відновив роботу у складі концерну «Казцинк», але в 2002-му остаточно припинив видобуток.
Тимчасовим розв'язанням проблеми для Текелійської збагачувальної фабрики стало її переведення на переробку клінкеру, який утворюється при роботі печей Усть-Каменогорського металургійного заводу, що належав тому ж «Казцинку». Продукцією переробки був вуглевмісний концентрат, який знову відправляли на металургійний завод для вельцювання. Втім, у 2007 (за іншими даними — 2009) завершились роботи і за цим напрямом.
Ще в 2006 році «Казцинк» передав збагачувальну фабрику до новоствореного «Текелійського гірничо-промислового комплексу» (ТГПК), другим учасником якого стала компанія «Горное дело», яка готувалась до розробки розташованого на північ від Балхашу залізорудного родовища Бапи. Починаючи з 2011-го, на майданчику нетривалий час провадили дозбагачення залізної руди, а потім його перетворили на металургійне підприємство, що зайнялось випуском доменного чавуну.